# Matthías Villanueva
Claudio Matthías Villanueva Gutiérrez (Vallenar, Chile, 16 de febrero de 1993) es un exfutbolista chileno que jugaba como mediocampista.

## Trayectoria
Debutó oficialmente en Colo-Colo el 25 de junio de 2011 en la derrota ante Universidad Católica, por tres goles a cero por Copa Chile. 
Hace su debut en Primera División de Chile, en la derrota 2-0 de Colo-Colo frente a O'Higgins, entrando en el minuto '86 por Marco Medel.
En agosto de 2015 llega a Deportes Linares a jugar por el torneo de Segunda División Profesional 2015-16. En febrero de 2016 se desvincula del club.
A fines de 2016 se incorpora a Municipal Santiago, club perteneciente en ese entonces a la Tercera B de Chile, quinta categoría del fútbol chileno.

## Clubes
| Club               | País  | Año       |
| ------------------ | ----- | --------- |
| Colo-Colo          | Chile | 2011-2014 |
| Deportes Linares   | Chile | 2015-2016 |
| Municipal Santiago | Chile | 2016      |
| Municipal Santiago | Chile | 2018      |